# Brokstrandlöpare
Brokstrandlöpare (Bembidion semipunctatum) är en skalbaggsart som beskrevs av Donovan. Brokstrandlöpare ingår i släktet Bembidion och familjen jordlöpare. Enligt den svenska rödlistan är arten nära hotad i Sverige. Arten förekommer i Svealand samt tillfälligtvis även i Götaland, Gotland och Öland. Arten har tidigare förekommit i Nedre Norrland men är numera lokalt utdöd. Artens livsmiljö är våtmarker. Inga underarter finns listade i Catalogue of Life.